# 산치
산치(善耆, 1866년 3월 15일 ~ 1922년 3월 15일)은 중국 청나라의 황족 종실 및 군인 겸 정치인이다. 본명은 아이신줴뤄 산치(愛新覺羅 善耆)이며 자(字)는 아이탕(艾堂)이며, 만주 양백기(鑲白旗) 출신이다. 1898년 보군통령(步軍統領)에 임명되었고 1901년 어전대신(御前大臣)에 기용되었으며 1907년 민정부상서(民政部尙書)에 제수되었다.

## 숙충친왕이 등장한 작품

### TV 드라마
- 1990년 MBC TV 시리즈 《대원군》 ... (배우: 한춘일)